# Osvaldo González
Osvaldo Alexis González Sepúlveda (Concepción, 10 de agosto de 1984) é um futebolista chileno que atua como zagueiro. Atualmente defende o Universidad de Concepción.

## Carreira
Formado no Universidad de Concepción, estreou profissionalmente em 2005, mesmo ano em que foi emprestado para o Figueirense.
Se transferiu para a Universidad de Chile por 500 mil em 2008 com um contrato de 4 anos. Foi campeão do Campeonato Chileno de 2009.
Em 9 de janeiro de 2010 foi confirmado sua transferência para o Toluca do México por 4,5 milhões de dólares e um contrato por quatro anos. Em 2010, teve boas atuações Campeonato Mexicano jogando como lateral-direito.
Na metade de 2011, voltou para a Universidad de Chile e foi campeão do Campeonato Chileno e da Copa Sul-Americana de 2011.
Devido as boas atuações, "Rocky" despertou o interesse de muitos clubes europeus, tais como Málaga e Fiorentina.

## Seleção Chilena
Foi chamado para a Seleção para jogar dois amistosos em terras asiáticas contra Coreia no dia 26 de janeiro e Japão no dia 30 de janeiro.

## Estatísticas
Até 24 de fevereiro de 2013.

### Clubes
| Clube                     | Temporada         | Campeonato nacional | Campeonato nacional | Copa nacional[a] | Copa nacional[a] | Competições continentais[b] | Competições continentais[b] | Outros torneios[c] | Outros torneios[c] | Total | Total |
| Clube                     | Temporada         | Jogos               | Gols                | Jogos            | Gols             | Jogos                       | Gols                        | Jogos              | Gols               | Jogos | Gols  |
| ------------------------- | ----------------- | ------------------- | ------------------- | ---------------- | ---------------- | --------------------------- | --------------------------- | ------------------ | ------------------ | ----- | ----- |
| Universidad de Concepción | 2005              | 0                   | 0                   | 0                | 0                | —                           | —                           | —                  | —                  | 0     | 0     |
| Universidad de Concepción | Total             | 0                   | 0                   | 0                | 0                | —                           | —                           | —                  | —                  | 0     | 0     |
| Figueirense               | 2005              | 0                   | 0                   | 0                | 0                | —                           | —                           | —                  | —                  | 0     | 0     |
| Figueirense               | Total             | 0                   | 0                   | 0                | 0                | —                           | —                           | —                  | —                  | 0     | 0     |
| Universidad de Concepción | 2006              | 0                   | 0                   | 0                | 0                | —                           | —                           | —                  | —                  | 0     | 0     |
| Universidad de Concepción | 2007              | 0                   | 0                   | 0                | 0                | —                           | —                           | —                  | —                  | 0     | 0     |
| Universidad de Concepción | 2008              | 0                   | 0                   | 0                | 0                | —                           | —                           | —                  | —                  | 0     | 0     |
| Universidad de Concepción | Total             | 0                   | 0                   | 0                | 0                | —                           | —                           | —                  | —                  | 0     | 0     |
| Universidad de Chile      | 2008              | 0                   | 0                   | 0                | 0                | —                           | —                           | —                  | —                  | 0     | 0     |
| Universidad de Chile      | 2009              | 0                   | 0                   | 0                | 0                | 0                           | 0                           | —                  | —                  | 0     | 0     |
| Universidad de Chile      | Total             | 0                   | 0                   | 0                | 0                | 0                           | 0                           | —                  | —                  | 0     | 0     |
| Toluca                    | 2009-10           | 0                   | 0                   | 0                | 0                | 0                           | 0                           | —                  | —                  | 0     | 0     |
| Toluca                    | 2010-11           | 0                   | 0                   | 0                | 0                | 0                           | 0                           | —                  | —                  | 0     | 0     |
| Toluca                    | Total             | 0                   | 0                   | 0                | 0                | 0                           | 0                           | —                  | —                  | 0     | 0     |
| Universidad de Chile      | 2011              | 0                   | 0                   | 0                | 0                | 0                           | 0                           | —                  | —                  | 0     | 0     |
| Universidad de Chile      | 2012              | 4                   | 0                   | 0                | 0                | 2                           | 0                           | —                  | —                  | 6     | 0     |
| Universidad de Chile      | Total             | 4                   | 0                   | 0                | 0                | 2                           | 0                           | —                  | —                  | 6     | 0     |
| Total na carreira         | Total na carreira | 4                   | 0                   | 0                | 0                | 2                           | 0                           | 0                  | 0                  | 6     | 0     |

- a. ^ Jogos da Copa Chile
- b. ^ Jogos da Copa Libertadores, Liga dos Campeões da CONCACAF e Copa Sul-Americana
- c. ^ Jogos do Jogo amistoso

## Títulos
Universidad de Chile
- Campeonato Chileno: 2009 (Apertura) e 2011 (Clausura)
- Copa Sul-Americana: 2011

Toluca
- Campeonato Mexicano: 2010 (Bicentenario)

 Título invicto

### Prêmios individuais
- Melhor Zagueiro pela direita do ano no Chile: 2009